# Diocèse de Riez
Pour les articles homonymes, voir Riez (homonymie).
Le diocèse de Riez (en latin : Dioecesis Regensis) est un ancien diocèse de l'Église catholique en France. Sa fondation remonte aux premiers temps de la chrétienté comme en témoignent les vestiges de la cathédrale et du baptistère de Riez.
La cathédrale Notre-Dame-de-l'Assomption est le siège du diocèse jusqu'en 1801, date où il a été officiellement aboli par le concordat et transféré au sein du diocèse de Digne.

## Territoire
Le diocèse de Riez confinait : au sud, avec le diocèse de Fréjus ; à l'ouest, avec l'archidiocèse d'Aix et le diocèse de Sisteron ; au nord, avec les diocèses de Gap et de Digne ; à l'est, avec le diocèse de Senez.

## Composition avant 1790
À la fin du XVIIIe siècle, le diocèse de Riez comprenait les 54 paroisses suivantes : Aiguines, Albiosc, Allemagne, Artignosc, Baudinard, Bauduen, Beynes, Bras-d'Asse, Brauch, Brunet, Le Castellet, Châteuneuf, Châteauredon, Chénerilles, Creisset, Entrevennes, Esparron, Espinouse, Estoublon, Gréoux, Levens, Majastres, Les Mées, Mézel, Moissac, Montagnac, Montmeyan, Montpezat, Moustiers, Oraison, La Palud, Le Poil, Puimichel, Puimoisson, Quinson, Régusse, Riez, Rougon, Roumoules, Sainte-Croix, Saint-Jeannet, Saint-Julien-d'Asse, Saint-Julien-le-Montagnier, Saint-Jurs, Saint-Laurent, Saint-Martin-d'Alignosc, Saint-Martin-de-Brômes, Les Salles, Tavernes, Trévans, Trigance, Valensole, Varages et Vérignon.
Lors de sa suppression en 1801, 40 d'entre elles (celles situées dans le département des Basses-Alpes) furent intégrées au diocèse de Digne tandis que les 14 paroisses situées dans le département du Var rejoignirent d'abord l'archidiocèse d'Aix (dont le ressort s'étendit alors sur les départements des Bouches-du-Rhône et du Var) puis, en 1822, au diocèse de Fréjus lors du rétablissement de celui-ci.

## Évêques de Riez
- Liste des évêques de Riez
- Archidiocèse d'Aix